# Clastres
Pour les articles homonymes, voir Clastres (homonymie).
Clastres est une commune française située dans le département de l'Aisne en région Hauts-de-France.

## Géographie

### Communes limitrophes
| Artemps         | Seraucourt-le-Grand |                        |
| Saint-Simon     | Clastres            | Essigny-le-Grand       |
| Flavy-le-Martel | Jussy               | Montescourt-Lizerolles |

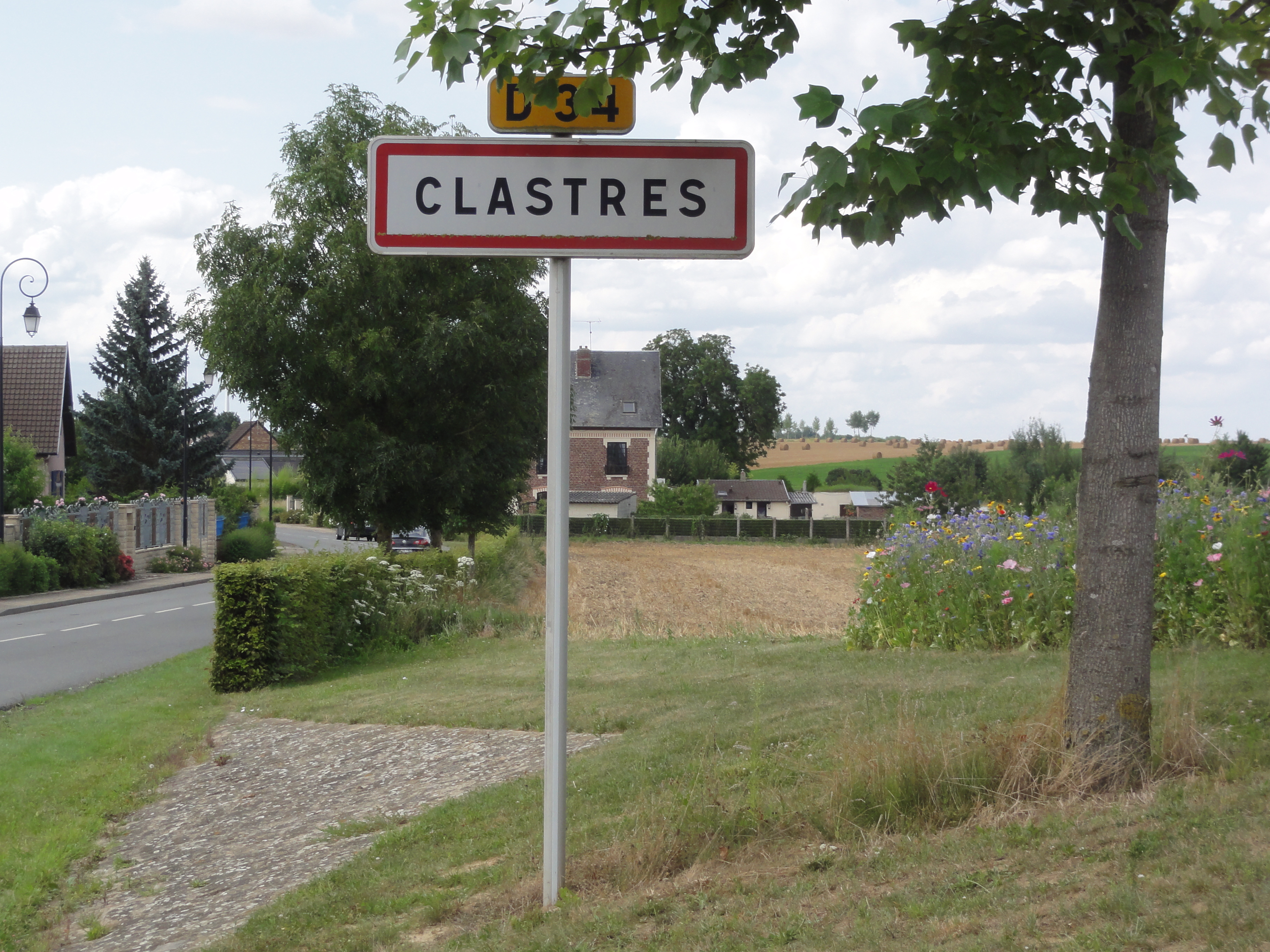
Entrée de Clastres.

### Hydrographie

#### Réseau hydrographique
La commune est située dans le bassin Artois-Picardie. Elle est drainée par la Clastroise, le ruisseau de Clastres et un autre petit cours d'eau.

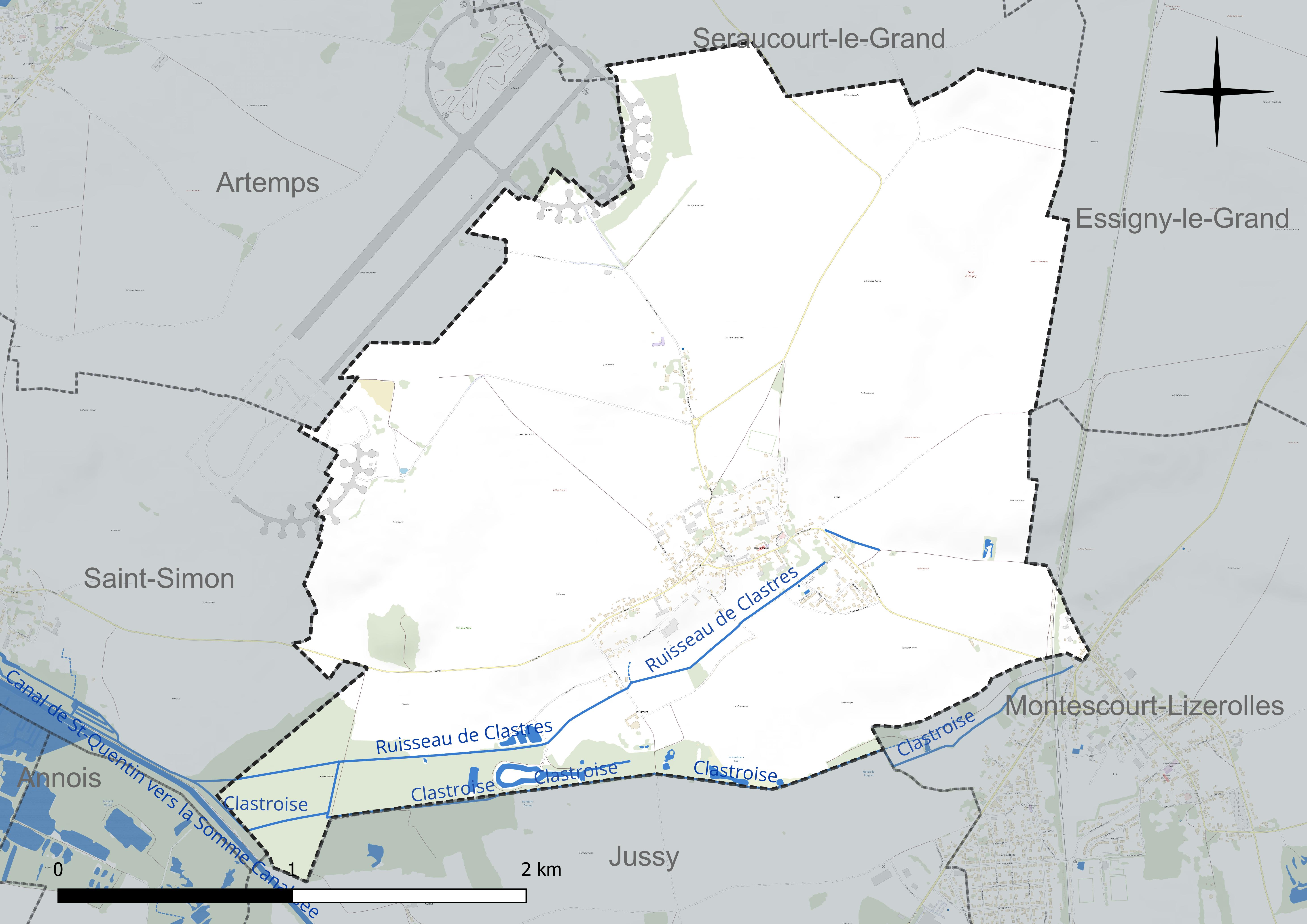
Réseau hydrographique de Clastres.

#### Gestion et qualité des eaux
Le territoire communal est couvert par le schéma d'aménagement et de gestion des eaux (SAGE) « Haute Somme ». Ce document de planification concerne un territoire de 1 798 km2 de superficie, délimité par le bassin versant de la Haute Somme est constitué d'un réseau hydrographique complexe de cours d'eau, de marais, d'étangs et de canaux. Le périmètre a été arrêté le 21 avril 2006 et le SAGE proprement dit a été approuvé le 15 juin 2017. La structure porteuse de l'élaboration et de la mise en œuvre est le syndicat mixte d'aménagement hydraulique du bassin versant de la Somme (AMEVA).
La qualité des cours d'eau peut être consultée sur un site dédié géré par les agences de l'eau et l'Agence française pour la biodiversité.

### Climat
Le climat qui caractérise la commune est qualifié, en 2010, de « climat océanique dégradé des plaines du Centre et du Nord », selon la typologie des climats de la France qui compte alors huit grands types de climats en métropole. En 2020, la commune ressort du type « climat océanique altéré » dans la classification établie par Météo-France, qui ne compte désormais, en première approche, que cinq grands types de climats en métropole. Il s'agit d'une zone de transition entre le climat océanique, le climat de montagne et le climat semi-continental. Les écarts de température entre hiver et été augmentent avec l'éloignement de la mer. La pluviométrie est plus faible qu'en bord de mer, sauf aux abords des reliefs.
Les paramètres climatiques qui ont permis d'établir la typologie de 2010 comportent six variables pour les températures et huit pour les précipitations, dont les valeurs correspondent à la normale 1971-2000. Les sept principales variables caractérisant la commune sont présentées dans l'encadré ci-après.
| Paramètres climatiques communaux sur la période 1971-2000 - Moyenne annuelle de température : 10,4 °C - Nombre de jours avec une température inférieure à −5 °C : 3,8 j - Nombre de jours avec une température supérieure à 30 °C : 3,4 j - Amplitude thermique annuelle : 15 °C - Cumuls annuels de précipitation : 694 mm - Nombre de jours de précipitation en janvier : 11,4 j - Nombre de jours de précipitation en juillet : 8,7 j |

Avec le changement climatique, ces variables ont évolué. Une étude réalisée en 2014 par la Direction générale de l'Énergie et du Climat complétée par des études régionales prévoit en effet que la température moyenne devrait croître et la pluviométrie moyenne baisser, avec toutefois de fortes variations régionales. La station météorologique de Météo-France installée sur la commune et mise en service en 1961 permet de connaître l'évolution des indicateurs météorologiques. Le tableau détaillé pour la période 1981-2010 est présenté ci-après.
| Mois                                  | jan.           | fév.             | mars           | avril           | mai             | juin         | jui.          | août          | sep.          | oct.          | nov.            | déc.           | année     |
| ------------------------------------- | -------------- | ---------------- | -------------- | --------------- | --------------- | ------------ | ------------- | ------------- | ------------- | ------------- | --------------- | -------------- | --------- |
| Température minimale moyenne (°C)     | 0,5            | 0,3              | 2,6            | 4,2             | 7,9             | 10,4         | 12,4          | 12,1          | 9,6           | 7             | 3,5             | 1,3            | 6         |
| Température moyenne (°C)              | 3,4            | 3,9              | 7,2            | 9,7             | 13,7            | 16,4         | 18,7          | 18,5          | 15,2          | 11,5          | 6,8             | 3,9            | 10,8      |
| Température maximale moyenne (°C)     | 6,2            | 7,4              | 11,7           | 15,3            | 19,4            | 22,4         | 25            | 24,9          | 20,8          | 16            | 10,1            | 6,6            | 15,5      |
| Record de froid (°C) date du record   | −21 17.01.1985 | −16,5 21.02.1956 | −12 08.03.1971 | −5,5 01.04.1968 | −2,6 12.05.1955 | 0 05.06.1991 | 4 03.07.11    | 3 24.08.1980  | 0 19.09.1977  | −4,5 29.10.03 | −10 24.11.1998  | −16 31.12.1970 | −21 1985  |
| Record de chaleur (°C) date du record | 16 30.01.1957  | 19,5 24.02.1990  | 25 30.03.1968  | 30 20.04.1968   | 34 08.05.1976   | 36 27.06.11  | 40 03.07.1976 | 40,5 12.08.03 | 34 04.09.1973 | 28 01.10.11   | 20,5 04.11.1994 | 21 13.12.1952  | 40,5 2003 |
| Précipitations (mm)                   | 63,1           | 49,5             | 62,4           | 50,5            | 64,6            | 58,6         | 62,6          | 66,4          | 54            | 67,1          | 61,9            | 70,4           | 731,1     |

## Urbanisme

### Typologie
Au 1er janvier 2024, Clastres est catégorisée bourg rural, selon la nouvelle grille communale de densité à 7 niveaux définie par l'Insee en 2022.
Elle est située hors unité urbaine. Par ailleurs la commune fait partie de l'aire d'attraction de Saint-Quentin, dont elle est une commune de la couronne,. Cette aire, qui regroupe 120 communes, est catégorisée dans les aires de 50 000 à moins de 200 000 habitants,.

### Occupation des sols
L'occupation des sols de la commune, telle qu'elle ressort de la base de données européenne d'occupation biophysique des sols Corine Land Cover (CLC), est marquée par l'importance des territoires agricoles (81,1 % en 2018), une proportion identique à celle de 1990 (81,1 %). La répartition détaillée en 2018 est la suivante :
terres arables (80,5 %), zones urbanisées (8 %), forêts (5,1 %), zones industrielles ou commerciales et réseaux de communication (4,4 %), milieux à végétation arbustive et/ou herbacée (1,4 %), zones agricoles hétérogènes (0,6 %).
L'évolution de l'occupation des sols de la commune et de ses infrastructures peut être observée sur les différentes représentations cartographiques du territoire : la carte de Cassini (XVIIIe siècle), la carte d'état-major (1820-1866) et les cartes ou photos aériennes de l'IGN pour la période actuelle (1950 à aujourd'hui).

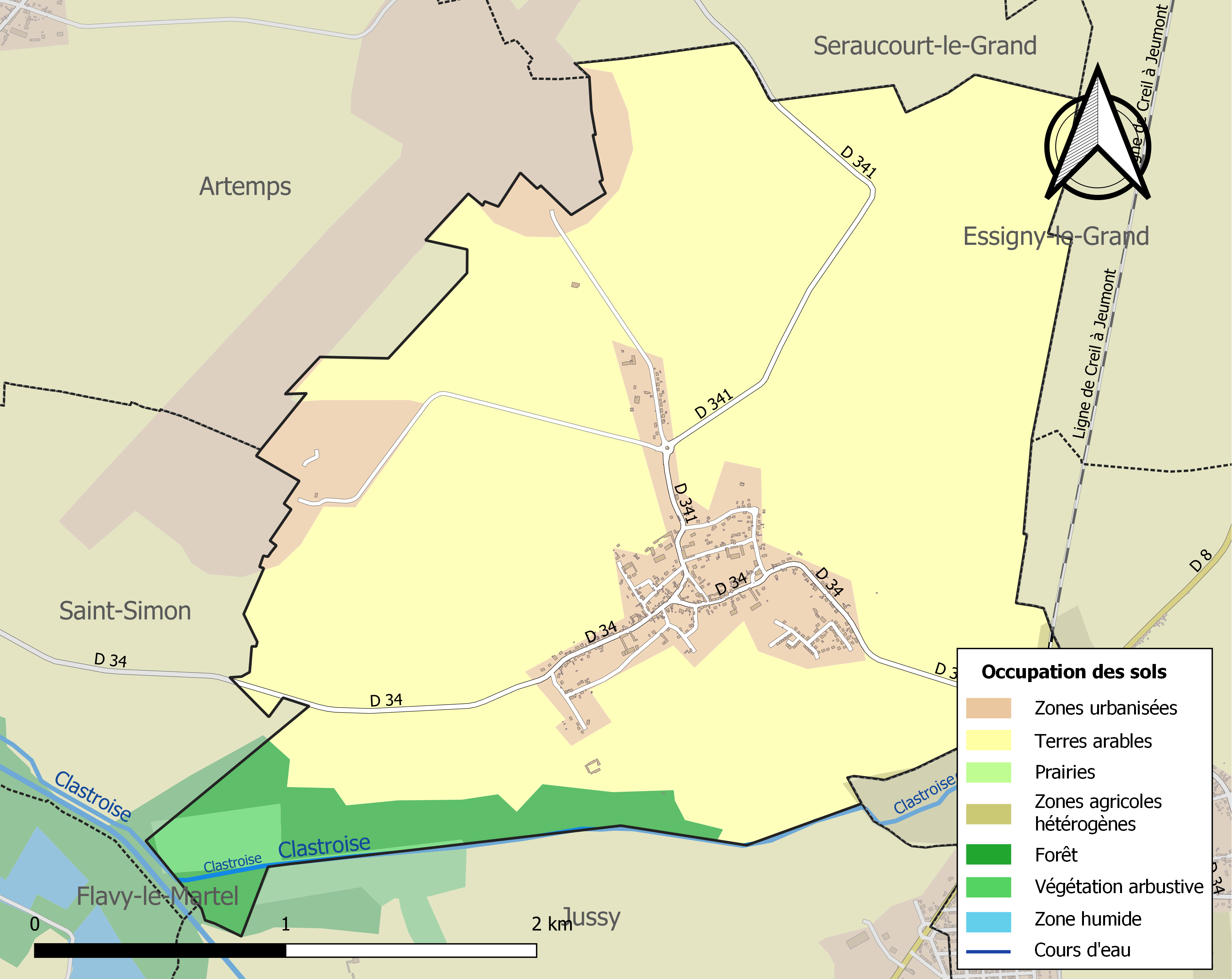
Carte des infrastructures et de l'occupation des sols de la commune en 2018 (CLC).

## Toponymie
Le nom de la localité est attesté sous les formes Munitio Clastris (944) ; Claustres (1174) ; Claitres (1341) ; Clastres (1611) ; Clatres (1743) ; Clatre.
Ce toponyme est issu du bas latin clastrum, variante attestée du latin claustrum qui signifie : « enclos, enceinte » à l'origine du français « cloître » et de l'ancien occitan claustre,  donnant une forme contractée clastre (nom masculin), employé pour désigner l'emplacement d'un ancien prieuré et clastra (nom féminin), employée pour désigner un lieu de vie monastique, le plus souvent en milieu rural.

## Politique et administration

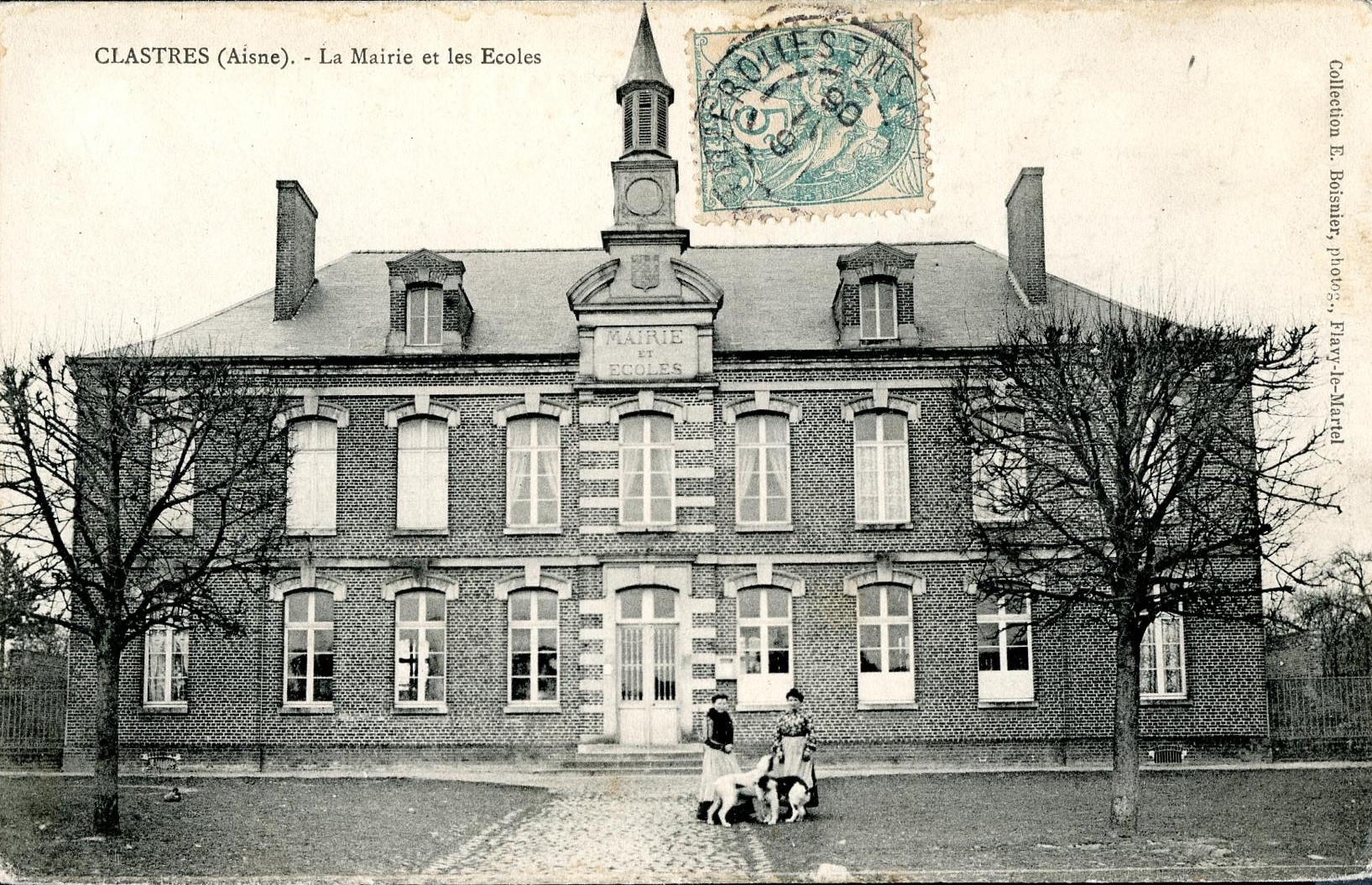
Carte postale de la mairie en 1905.

La communauté d'agglomération du Saint-Quentinois dans le département de l'Aisne.

### Rattachements administratifs et électoraux
La commune se trouve dans l'arrondissement de Saint-Quentin du département de l'Aisne. Pour l'élection des députés, elle fait partie de la deuxième circonscription de l'Aisne.
Elle faisait partie depuis 1801 du canton de Saint-Simon. Dans le cadre du redécoupage cantonal de 2014 en France, elle fait désormais partie du canton de Ribemont.

### Intercommunalité
La commune était le siège de la communauté de communes du canton de Saint-Simon (C32S), créée fin 1994.
Dans le cadre des dispositions de la loi portant nouvelle organisation territoriale de la République (Loi NOTRe) du 7 août 2015, qui prévoit que les établissements publics de coopération intercommunale (EPCI) à fiscalité propre doivent avoir un minimum de 15 000 habitants (sous réserve de certaines dérogations bénéficiant aux territoires de très faible densité), le préfet de l'Aisne a adopté un nouveau schéma départemental de coopération intercommunale par arrêté du 30 mars 2016 qui prévoit notamment la fusion de la communauté de communes du canton de Saint-Simon et de la communauté d'agglomération de Saint-Quentin, aboutissant au regroupement de 39 communes comptant 83 287 habitants.
Cette fusion est intervenue le 1er janvier 2017, et la commune est désormais membre de la communauté d'agglomération du Saint-Quentinois.

### Liste des maires
| Période                                  | Période                   | Identité              | Étiquette | Qualité                                     |
| ---------------------------------------- | ------------------------- | --------------------- | --------- | ------------------------------------------- |
| Les données manquantes sont à compléter. |                           |                       |           |                                             |
| mars 1989                                | mars 2008                 | René Bore             |           | Exploitant agricole                         |
| mars 2008                                | 2009                      | Archimède Fecchio     |           |                                             |
| 2009                                     | avril 2018                | Pierrette Swiechowiez | SE        | Retraitée Réélue pour le mandat 2014-2020   |
| juin 2018                                | En cours (au 24 mai 2020) | Jean-Louis Gasdon     |           | Ancien cadre Réélu pour le mandat 2020-2026 |

## Démographie
L'évolution du nombre d'habitants est connue à travers les recensements de la population effectués dans la commune depuis 1793. Pour les communes de moins de 10 000 habitants, une enquête de recensement portant sur toute la population est réalisée tous les cinq ans, les populations de référence des années intermédiaires étant quant à elles estimées par interpolation ou extrapolation. Pour la commune, le premier recensement exhaustif entrant dans le cadre du nouveau dispositif a été réalisé en 2004.

En 2022, la commune comptait 590 habitants, en évolution de −9,51 % par rapport à 2016 (Aisne : −1,97 %, France hors Mayotte : +2,11 %).
| 1793 | 1800 | 1806 | 1821 | 1831 | 1836 | 1841 | 1846 | 1851 |
| ---- | ---- | ---- | ---- | ---- | ---- | ---- | ---- | ---- |
| 619  | 625  | 629  | 659  | 746  | 722  | 766  | 801  | 808  |

| 1856 | 1861 | 1866 | 1872 | 1876 | 1881 | 1886 | 1891 | 1896 |
| ---- | ---- | ---- | ---- | ---- | ---- | ---- | ---- | ---- |
| 751  | 816  | 837  | 845  | 886  | 757  | 774  | 666  | 613  |

| 1901 | 1906 | 1911 | 1921 | 1926 | 1931 | 1936 | 1946 | 1954 |
| ---- | ---- | ---- | ---- | ---- | ---- | ---- | ---- | ---- |
| 515  | 502  | 533  | 258  | 362  | 394  | 384  | 418  | 465  |

| 1962 | 1968 | 1975 | 1982 | 1990 | 1999 | 2004 | 2006 | 2009 |
| ---- | ---- | ---- | ---- | ---- | ---- | ---- | ---- | ---- |
| 482  | 529  | 447  | 534  | 559  | 509  | 507  | 514  | 607  |

| 2014 | 2019 | 2022 | - | - | - | - | - | - |
| ---- | ---- | ---- | - | - | - | - | - | - |
| 641  | 601  | 590  | - | - | - | - | - | - |

## Économie
- Champ d'éoliennes.
- Base aérienne de Saint-Simon - Clastres.

## Culture locale et patrimoine

### Lieux et monuments
- Église Saint-Sulpice.

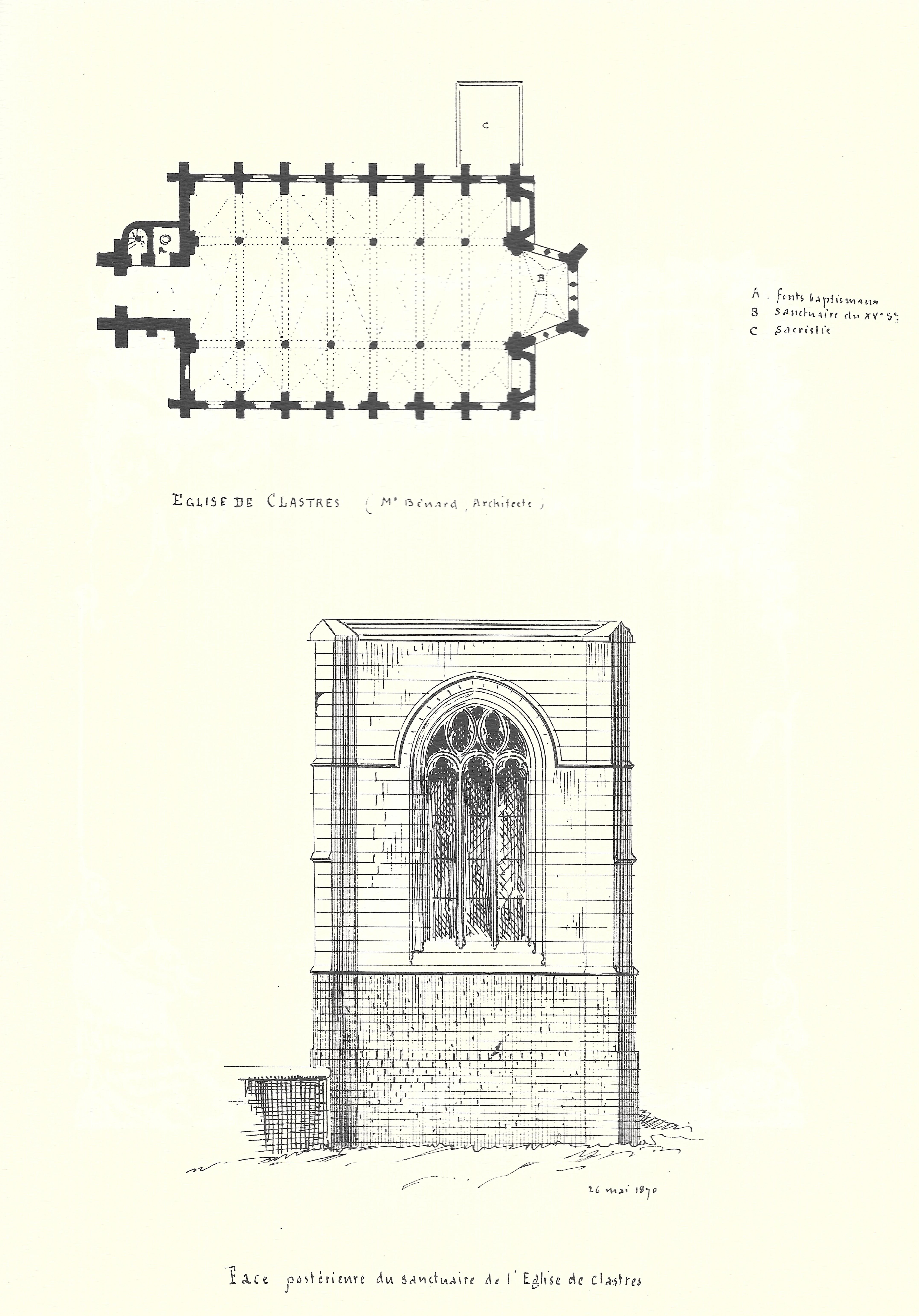
L'église vers 1870.
Dessin de Joachim Malézieux (1851/1906)

- Le monument aux morts et le monument du souvenir.
- Base aérienne de Saint-Simon - Clastres.

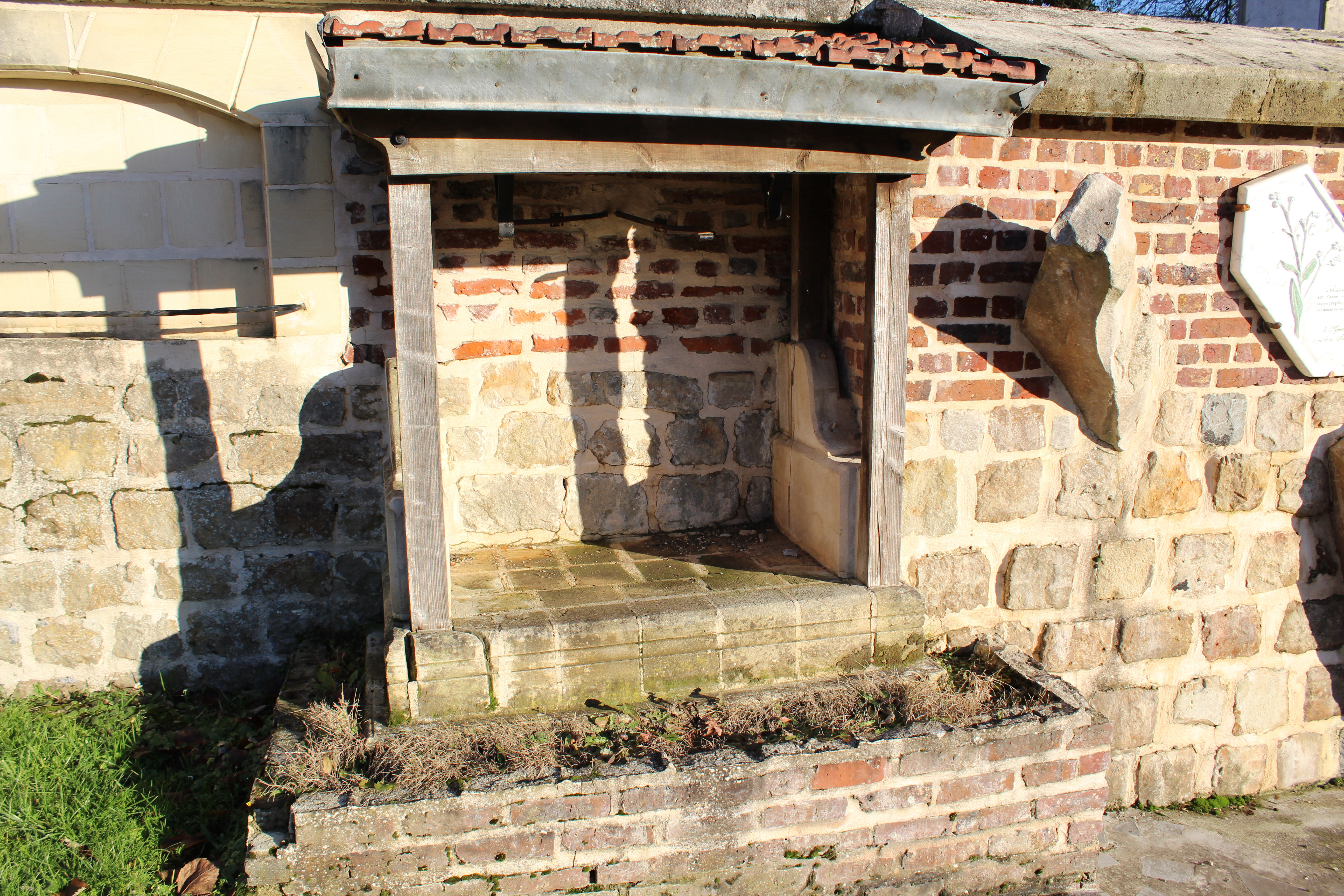
Ancien puits public sur le mur de l'église.
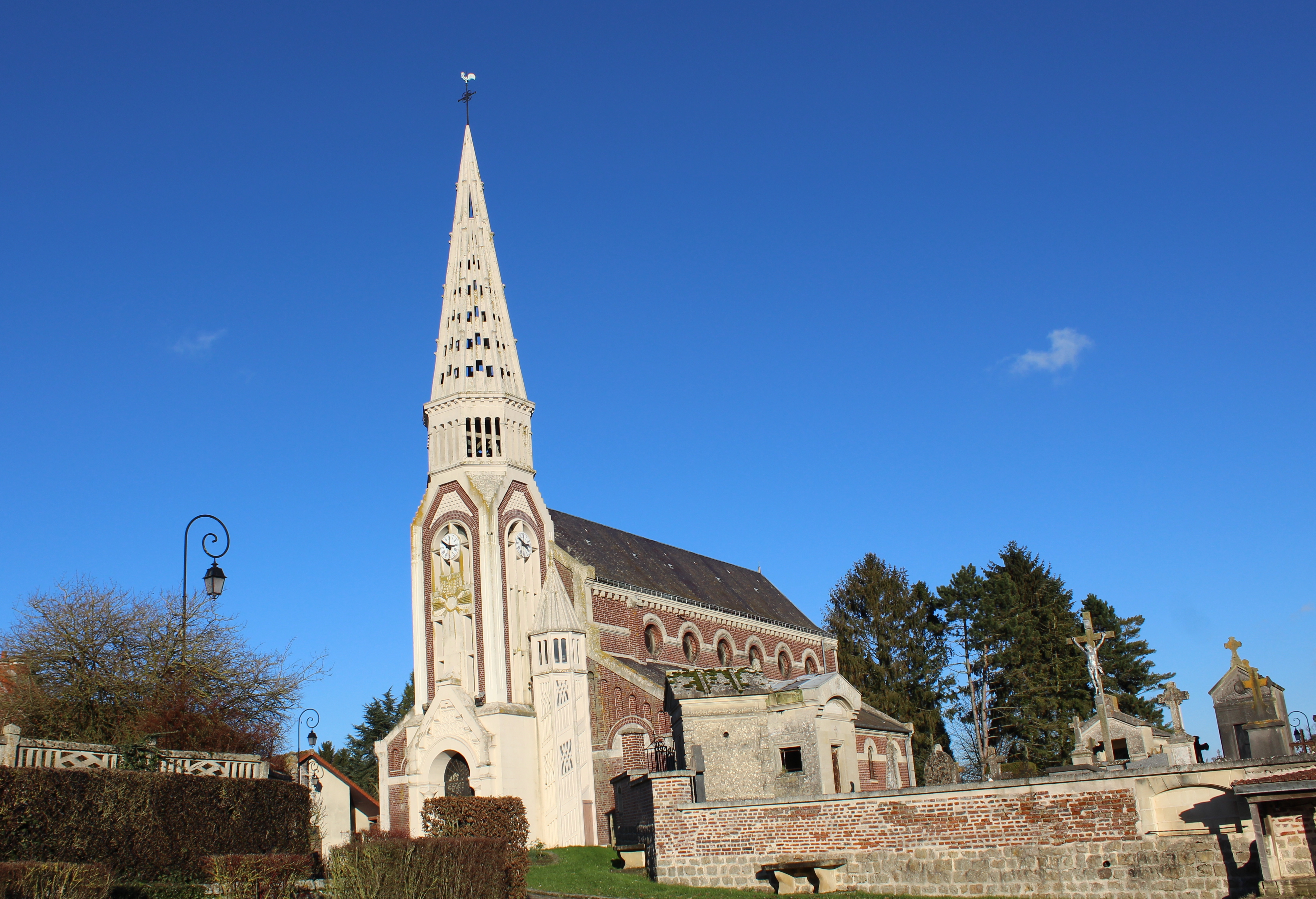
L'église Saint-Sulpice.
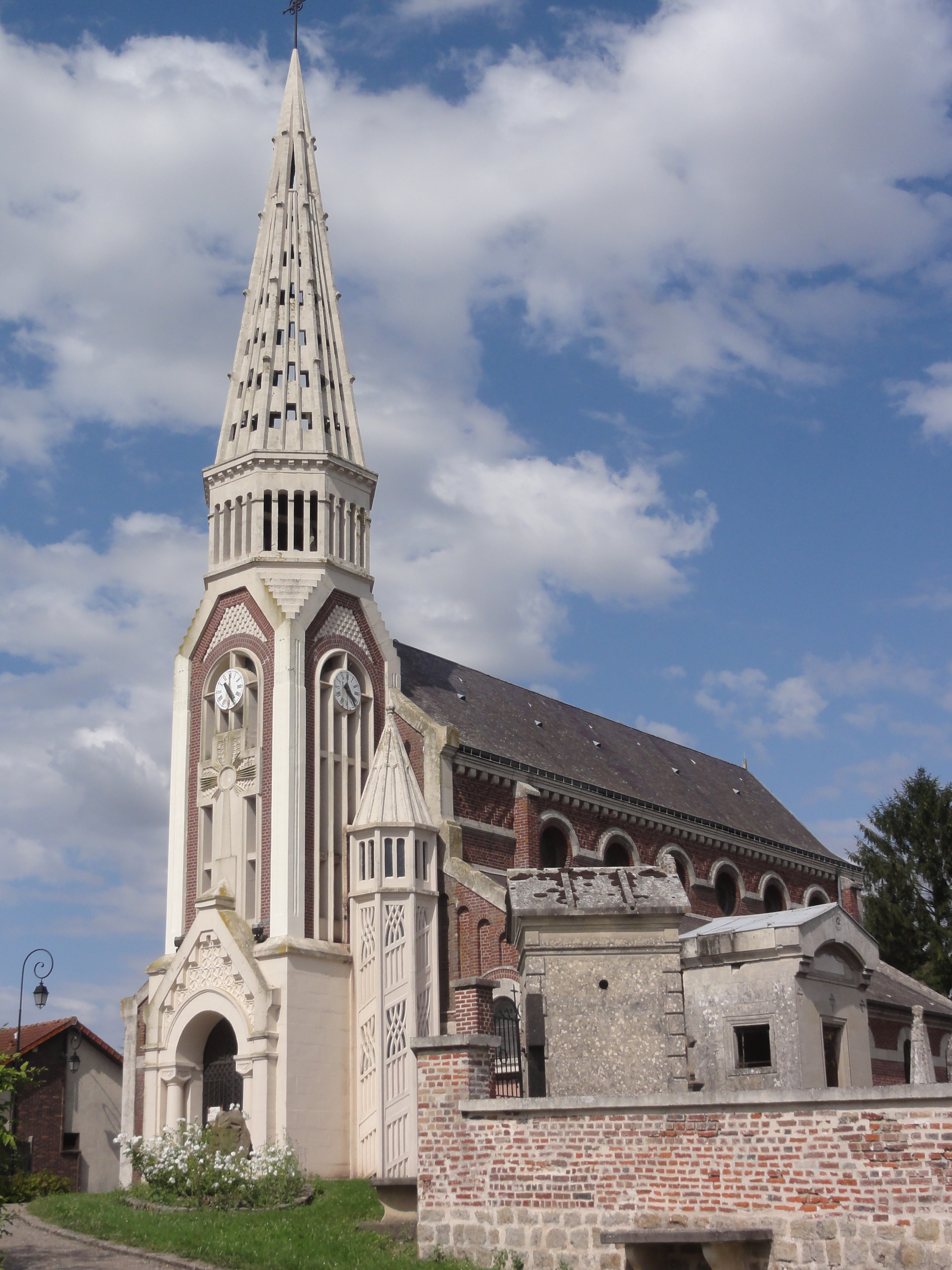
Église Saint-Sulpice.
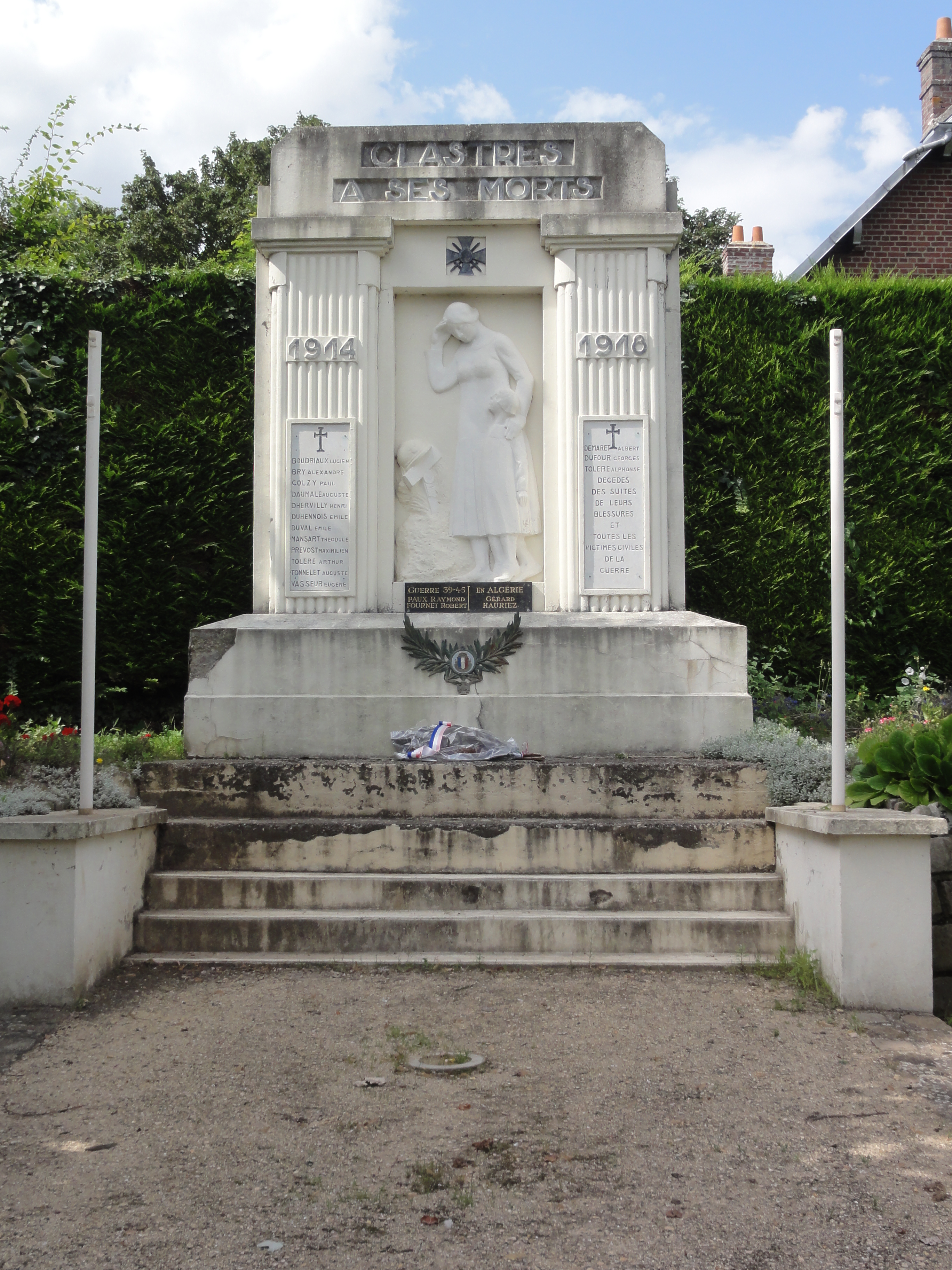
Monument aux morts.
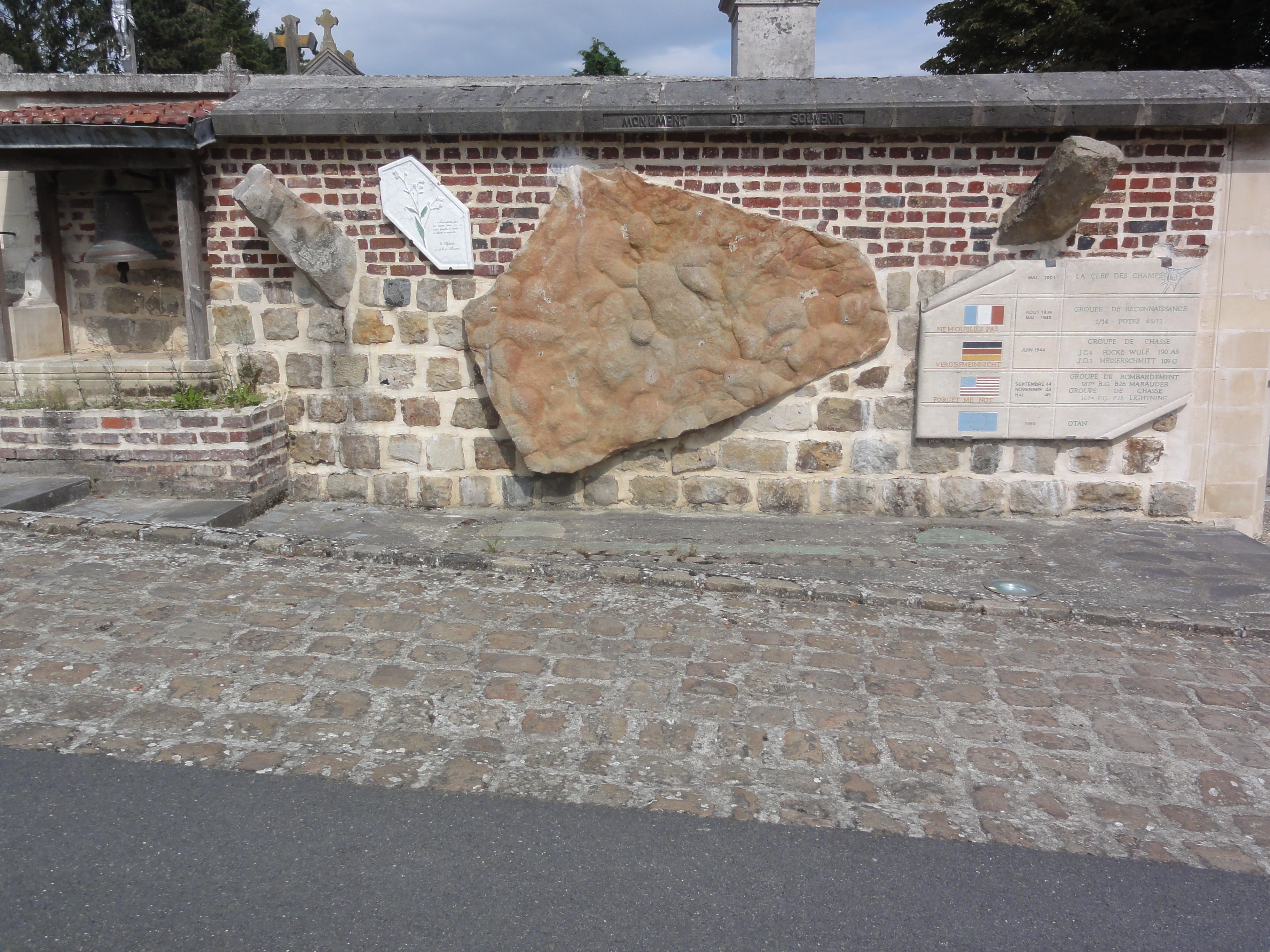
Monument du Souvenir.

### Personnalités liées à la commune
- Eugène Pic (1895-1917), écrivain tué à Clastres le 23 mars 1917. Son nom est inscrit au Panthéon parmi les 560 écrivains morts au champ d'honneur pendant la Première Guerre mondiale.

## Héraldique
| Blason de Clastres | Blason  | D'or à dix losanges d'azur ordonnés 3, 3, 3 et 1. |
| Blason de Clastres | Détails | Le statut officiel du blason reste à déterminer.  |

## Pour approfondir